# Реостат

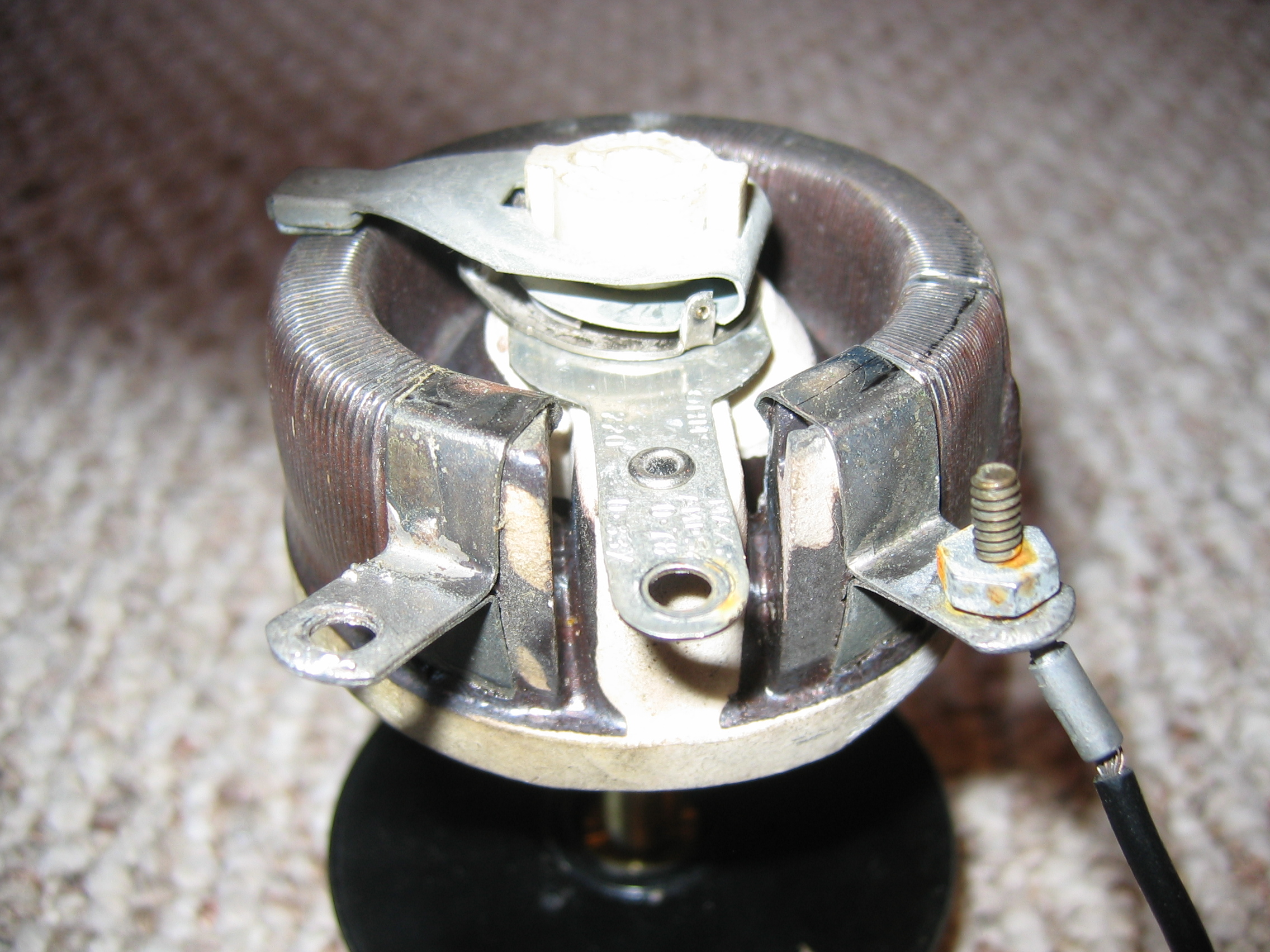
Мощный тороидальный реостат

Реоста́т (от др.-греч. ῥέος «поток» и στατός «стоя́щий», потенциометр, переменный резистор) — электрический аппарат, изобретённый Иоганном Христианом Поггендорфом, служащий для регулировки силы тока и напряжения в электрической цепи путём получения требуемой величины сопротивления. Как правило, состоит из проводящего элемента с устройством регулирования электрического сопротивления. Изменение сопротивления может осуществляться как плавно, так и ступенчато.
Изменением сопротивления цепи, в которую включён реостат, возможно достичь изменения величины тока или напряжения. При необходимости изменения тока или напряжения в небольших пределах реостат включают в цепь параллельно или последовательно. Для получения значений тока и напряжения от нуля до максимального значения применяется потенциометрическое включение реостата, являющего в данном случае регулируемым делителем напряжения.
Использование реостата возможно как в качестве электроизмерительного прибора, так и прибора в составе электрической или электронной схемы.
В экосистеме электротранспорта зачастую слово «реостат» используется как синоним слова «резистор», даже и без плавной регулировки сопротивления. Мощные резисторы, например, установленные на крышах вагонов электропоездов, называются «реостатами» даже официально. Кроме того, существует термин «реостатное торможение».

## Стандартизация
По терминологии, используемой в ГОСТ 21414-75 «Резисторы. Термины и определения»:
- Переменный резистор — резистор, электрическое сопротивление которого между его подвижным контактом и выводами резистивного элемента можно изменить, например, механическим способом.
- Регулировочный резистор — переменный резистор, предназначенный для многократной регулировки параметров электрической цепи.
- Подстроечный резистор — переменный резистор, предназначенный для подстройки параметров электрической цепи, у которого число перемещений подвижной системы значительно меньше, чем у регулировочного резистора[2].

## Основные типы реостатов
- По материалу проводника:
  - проволочные из сплавов с высоким удельным сопротивлением (нихром, реотан, константан, манганин, никелин);
  - непроволочные из спечённых неметаллических проводящих материалов (чаще всего графит и композиты на основе углерода), в том числе
    - плёночные
    - объёмные

  - жидкостные, представляющий собой бак с электролитом, в который погружаются металлические пластины. Величина сопротивления реостата пропорциональна расстоянию между пластинами и обратно пропорциональна площади части поверхности пластин, погружённой в электролит[3].
  - ламповые[4], состоящие из набора параллельно включённых ламп накаливания с угольной или металлической нитью. Изменением количества включённых ламп изменяется сопротивление реостата. Особенностью лампового реостата является зависимость его сопротивления от степени разогрева нитей ламп, что может быть как недостатком, так и достоинством.
- По конструкции:
  - для плавной регулировки:
    - реохорды в виде натянутого на раму прямого отрезка проволоки с подвижным контактом. Как правило, рама имеет шкалу, и реохорд градуируется в Ом/(ед. длины).
    - ползунковые реостаты, в которых проволока из материала с высоким удельным сопротивлением виток к витку наматывается на стержень из изолирующего материала. Проволока покрыта слоем окалины, который специально получается при производстве. При перемещении ползунка с присоединённым к нему контактом слой окалины соскабливается, и электрический ток протекает из проволоки на ползунок. Чем больше витков от одного контакта до другого, тем больше сопротивление. Такие реостаты часто применяются в учебном процессе и в лабораториях. Разновидностью ползункового реостата является агометр, в котором роль ползунка выполняет колёсико из проводящего материала, двигающееся по поверхности диэлектрического барабана с намотанной на него проволокой.
    - реостаты с подковообразной формой проводника и вращающимся движком. Угол поворота обычно составляет 270°.
    - реостаты с выключателем.
    - блоки из двух и более реостатов с механически связанными или разобщёнными движками.

  - для ступенчатой регулировки:
    - штепсельные, в которых регулировка осуществляется перестановкой штепселя в одно из гнёзд;
    - фишечные, в которых отдельные секции реостата замыкаются накоротко постановкой специальных фишек.
    - рычажные, в которых поворотом рычага в цепь вводится то или иное число секций.
    - в ламповых реостатах — ввёртыванием и вывёртыванием ламп в патронах.
- По виду зависимости сопротивления между движком и одним из крайних контактов от угла поворота движка[5]:
  - линейные (в СССР и РФ — группа А)
  - логарифмические (в СССР и РФ — группа Б)
  - обратно-логарифмические (показательные) (в СССР и РФ — группа В)

## Резистивные датчики угла поворота
Прямая (и с высокой точностью — линейная) зависимость между положением ротора реостата и его сопротивлением позволяет использовать переменные резисторы в качестве основного элемента датчиков угла поворота. Однако в современной цифровой технике резистивные датчики применяются реже магнитных или оптических (и даже механических контактных энкодеров), так как а) требуют АЦП с высокой степенью линейности б) нуждаются в калибровке, причем периодической, и в) не поддерживают полные обороты, имея ограничительные упоры максимума и минимума.
Тем не менее для таких применений, как автомобильный датчик уровня топлива в баке, повсеместно используются именно резистивные датчики, иногда выходящие из строя от загрязнения при заправке топливом ненадлежащего качества (с высоким содержанием тяжелых фракций, таких, как мазут).